# 일류동조론
일류동조론(일본어: 日琉同祖論 닛치류도소론[*])은 야마토 민족과 류큐 민족이 본디 같은 뿌리에서 나왔다는 이론이다. 일본 제국의 일본 군국주의에 이용되기는 하였으나, 본디 같은 뿌리에서 나왔다는것은 언어학적이나 유전학적으로 타당한 것으로 인정되고 있다.

## 같이 보기
- 일선동조론
- 일유동조론
- 황민화 정책
- 류큐 독립운동
- 아이누
- 팔굉일우
- 내선일체